# The K2
Pour les articles homonymes, voir K2.
The K2 (hangeul : 더 케이투 ; RR : Deo keitu) est une série télévisée dramatique sud-coréenne en 16 épisodes de 60 minutes, créée par Studio Dragon et diffusée entre le 23 septembre 2016 et le 2 novembre 2016 sur le réseau TVN.
En France, elle est disponible le 1er octobre 2019 sur Netflix.

## Synopsis
Kim Je-Ha (Ji Chang-wook) était un soldat mercenaire pour la société militaire privée Blackstone. Lors d'une mission en Irak, il a été suspecté pour le meurtre de son amoureuse Raniya (Allen Carson), une civile. Du coup, il a dû s'enfuir et est devenu un fugitif. De retour en Corée du Sud, il a reçu une offre pour travailler en tant que garde du corps de Choi Yoo-Jin (Song Yun-ah), la propriétaire de la société de sécurité JSS qui est l'épouse d'un des candidats à la présidentielle : Jang Se-Joon. Je-Ha accepte, mais à condition qu'on lui fournisse toutes les ressources nécessaires pour se venger d'un autre candidat à la présidentielle : Park Kwan-Soo (Kim Kap-soo), qui est celui qui a ordonné l'exécution de Raniya. Pendant ce temps, Je-Ha a été affecté en tant que garde du corps de Go Anna (Im YoonA), la fille cachée de Jang Se-Joon, mais dont la vie est misérable à cause de sa belle-mère Yoo-Jin. Anna vit désormais enfermée dans sa chambre et n'a pas le droit de sortir, mais commence à avoir confiance en Je-Ha, qui la protège dans diverses occasions. Ils tombent amoureux l'un de l'autre, ce qui met Je-Ha dans un grand dilemme : il doit travailler pour Yoo-Jin pour pouvoir accomplir sa vengeance, mais, en même temps, protéger Anna de Yoo-Jin.

## Distribution

### Acteurs principaux
- Ji Chang-wook : Kim Je-ha, alias K2[2],[3]
  - Choi Seung-hoon : Kim Je-ha, jeune
- Im YoonA : Go Anna[4]
  - Lee Yoo-joo : Go Anna, jeune
- Song Yun-ah : Choi Yoo-jin[5]
- Jo Sung-ha : Jang Se-joon

### Acteurs secondaires
- Kim Kap-soo : Park Kwan-soo
- Lee Jung-jin : Choi Seong-won[6]
- Shin Dong-mi : Kim Dong-mi, chef de service[7]
- Lee Jung-jin : Choi Seong-won
- Lee Ye-eun : Jang Mi-ran, alias J4[8]
- Lee Jae-woo : Seong-gyoo, alias K1
- Lee Chul-min : Park Kwan-soo
- Song Kyung-chul : Song Yeong-choon[9]
- So Hee-jung : le directeur de l'équipe médicale de la JSS

### Autres
- Park Soon-chun : la mère de Choi Seong-Won
- Jun Bae-soo : Joo Cheol-ho
- Ko In-beom : Gook Chae-wan
- Lee Soon-won : le chef des gardes du corps de la JSS
- Jo Jae-ryong : le secrétaire Sung
- Kim Ik-tae : le vieux soutenant Je-ha
- Kwon Soo-hyun : le garde du corps
- Jung Ji-young : Noh Ji-yeon
- Yum Hye-ran : la dame de chambre
- Park Gun
- Joo Jae-byun
- Yoo In-hyuk : le garde du corps de Dong-mi et ancien joueur de baseball[10]
- Yoon Joo-bin
- Oh Sang-hoon : le capitaine de Battalion
- Kim Kyung-ryong : Lee Kyung-jin
- Ji Yoon-jae : le garde du corps de Kwan-soo[11]
- Allen Carson : Raniya
- Jo Dong-hyuk Garde du corps quasi aussi fort que K2(apparition exceptionnelle)

## Production

### Tournage
Le tournage débute en septembre 2016 en Corée du Sud et quelques scènes en Espagne,,.

### Musique
La bande originale de la série télévisée est composée par plusieurs artistes, sortie le 11 novembre 2016.
Liste de pistes
1. The K2 Main Theme (6:45)
2. Today (오늘도), Kim Bo-hyung (3:44)
3. Sometimes (아주 가끔), Yoo Sung-eun (3:51)
4. Amazing Grace, Yoona (2:13)
5. Love You, Min Kyung-hoon (3:50)
6. As If Time Has Stopped (시간이 멈춘듯), Park Kwang-sun (4:57)
7. Anemone, Jan (3:52)
8. The Witch and the Girl (3:56)
9. Mirror Mirror, Yang Sun-mi (2:52)
10. Wolf Knight, Yang Sun-mi (4:44)
11. Quando Corpus Morietur (5:01)
12. Wolf's Song, Yang Sun-mi (3:30)
13. Serenade, Yang Sun-mi (3:38)
14. Witching Hour (2:40)
15. The Witch's Advice, Kim Min-young (3:01)
16. Der Rosenkavalier (4:59)
17. Against the Odds (3:25)
18. A Queen of the Forest (4:37)
19. Anna's Appassionata (3:11)
20. Anemone, Yang Sun-mi (3:45)

### Fiche technique
- Titre original : 더 케이투
- Titre international et français : The K2
- Création : Studio Dragon
- Réalisation : Kwak Jeong-hwan
- Scénario : Jang Hyeok-rin
- Production : Kwak Jung-hwan
- Société de production : HB Entertainment
- Société de distribution : TVN
- Pays d’origine :  Corée du Sud
- Langue originale : coréen
- Format : couleur
- Genre : drame
- Durée : 60 minutes
- Dates de diffusion :
  - Corée du Sud : 23 septembre 2016 sur TVN
  - France : 1er octobre 2019 sur Netflix[1]